# 陽気な中尉さん
『陽気な中尉さん』（ようきなちゅういさん、原題：The Smiling Lieutenant）は、1931年に製作・公開されたアメリカ合衆国の映画である。オペレッタ『ワルツの夢』などを原作とする。

## ストーリー
オーストリアのウィーンに住むニコラス・フォン・プレイン第一親衛隊中尉（愛称ニキ）は、優雅な独身生活を過ごすプレイボーイ。友人であるマックスの恋の悩みの相談を聞くが、彼が恋している女性コンサート・バンドのリーダーであるバイオリン弾き・フランジーと恋仲になる。
ある日、オーストリアの友好国であるフラウゼンタウム国王陛下（オーストリア皇帝のいとこという設定）が、王女であるアンナと親善のためにウィーンにやってくる。その歓迎式典のパレード中、馬車が通ったタイミングで、ニキは対面にいるフランジーに笑顔とウィンクをしてしまい、それが王女に向けられたものだと勘違いをされ、新聞記事として扱われ、王女は泣く。
ニキは「王女の美しさのため」と弁明をするが、ハンサムなニキは王女にも恋をされ、フランジーとの板挟みになる。オーストリア皇帝・フラウゼンタウム国王・親衛隊などを含め、結婚の話がどんどん進み、ニキは引くに引けない状況に追い込まれ、結婚させられる。
アンナ王女の国に演奏旅行に来たフランジーは、まだ心が離れないニキと密会をするが、アンナの恋の一途さに打たれ、アンナとの殴り合いも含む話し合いのうえニキからは身を引くことにし、ガーターと置手紙を残す。
アンナ王女はフランジーの影響を受け、タバコをふかしながら今風のピアノを弾くモダン・ガールに変身し（服・下着や靴なども、王室風のクラシックなものではなく、当時のおしゃれなものに変えている）、ニキは混乱しながらも彼女の新しい魅力に気づき、二人は真に愛し合うことになる。

## キャスト
- モーリス・シュヴァリエ：ニコラス（ニキ）・フォン・プレイン中尉
- クローデット・コルベール：フランジー
- ミリアム・ホプキンス：アンナ王女
- チャーリー・ラグルス：マックス